# Тукиайнен, Аймо
А́ймо Йо́хан Гу́став Ту́киайнен (фин. Aimo Johan Kustaa Tukiainen; 6 октября 1917, Оривеси, Тавастгусская губерния — 3 июня 1996, Хельсинки) — финский скульптор.

## Биография
Родился 6 октября 1917 года в Оривеси, в Великом княжестве Финляндском.
С 1935 по 1938 году учился в Выборгской рисовальной школе любителей искусств.
C 1938 по 1941 годы обучался в Академии изящных искусств Финляндии.
В 1956 году удостоен высшей награды Финляндии для деятелей искусства — медали «Pro Finlandia».
Скончался 3 июня 1996 года в Хельсинки.

## Творчество
Самая известная работа скульптора — конный памятник маршалу Маннергейму в Хельсинки.